# Тополя-патріарх
Топо́ля-патріа́рх — ботанічна пам'ятка природи місцевого значення в Україні. Розташована в межах Жидачівського району Львівської області, в південно-східній частині села Репехів.
Статус надано згідно з рішенням Львівської обласної ради від 14.07.2011 року, № 206. Перебуває у віданні Баковецької сільської ради.
Статус надано з метою збереження вікової тополі чорної. Тополя-патріарх зайняла 2-ге місце в конкурсі «Найстаріше дерево Львівщини».

## Світлини

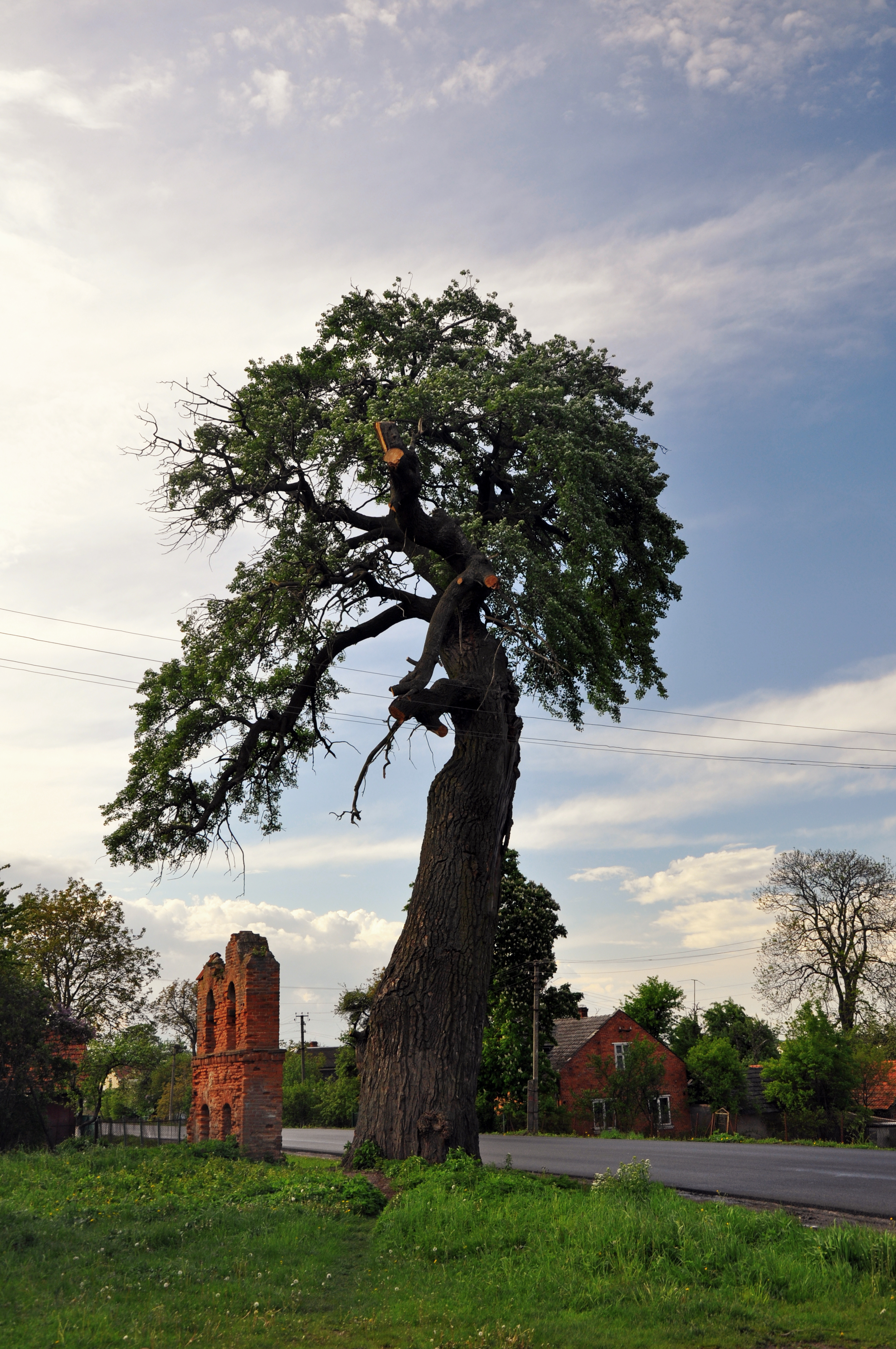
Тополя-патріарх
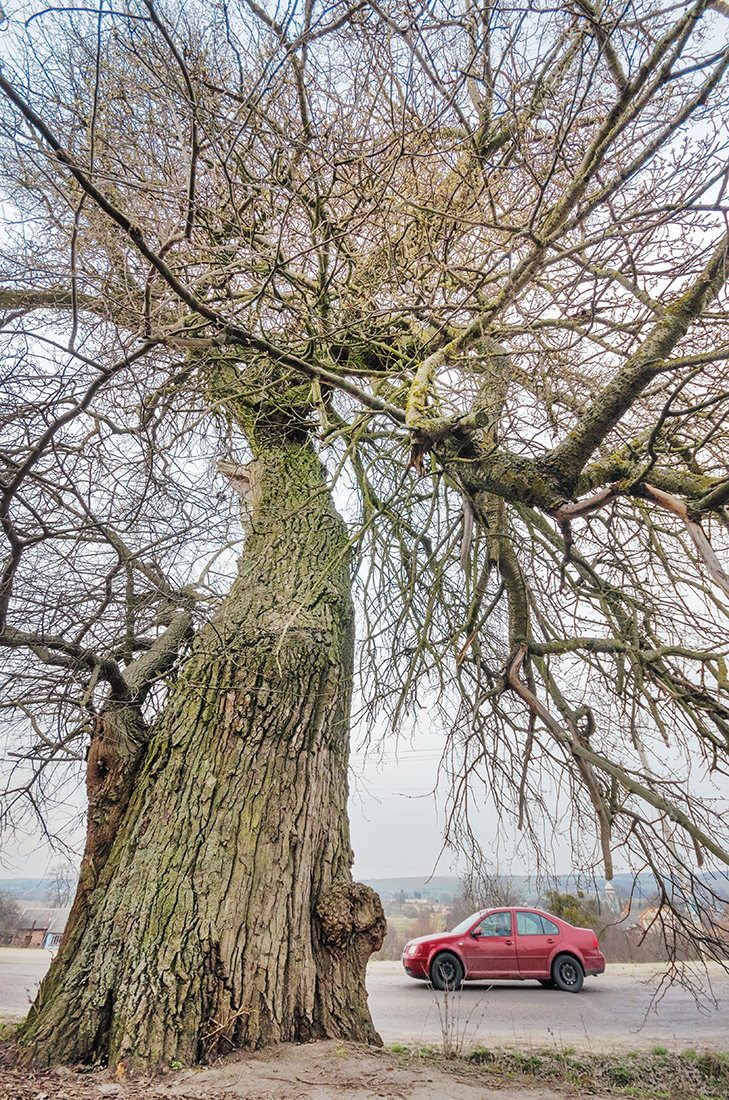
Запилена тополя понад курним шосе